# Martin Bédard
 (décembre 2017).
Si vous disposez d'ouvrages ou d'articles de référence ou si vous connaissez des sites web de qualité traitant du thème abordé ici, merci de compléter l'article en donnant les références utiles à sa vérifiabilité et en les liant à la section « Notes et références ».
Martin Bédard (né le 23 mars 1984 à Gatineau, Québec) est un footballeur professionnel canadien des Alouettes de Montréal de la Ligue canadienne de football. Il a signé comme joueur autonome avec les Alouettes en 2009. Il a joué au football collégial pour l'Université du Connecticut.